# Helia albirena
Helia albirena är en fjärilsart som beskrevs av Walker 1865. Helia albirena ingår i släktet Helia och familjen nattflyn. Inga underarter finns listade i Catalogue of Life.